# Gainsborough (cràter)
Gainsborough és un cràter d'impacte en el planeta Mercuri de 95 km de diàmetre. Porta el nom del pintor anglès Thomas Gainsborough (1727-1788), i el seu nom va ser aprovat per la Unió Astronòmica Internacional el 1985.